# Golden Bomber
Golden Bomber ( ゴールデンボンバー ) est un groupe de visual kei, créé en 2004. Ils se démarquent par une musique qui parodie les chansons d'amour et par le spectacle qu'ils produisent sur scène. En effet, sur scène seul le chanteur chante réellement, les autres membres du groupe font semblant de jouer de leur instrument (ils se qualifient de air band), le tout sur fond de spectacle comique.

## Histoire
Le groupe Golden Bomber se forme en 2004 sous l'impulsion de Shō Kiryūin et de Yutaka Kyan avec le concept de « Hyper Giga Hybrid Super Subculture Visual Rock ». Ils sont rejoints au clavier et à la batterie par Teppei Chimatsuri. À son départ du groupe en 2007, il fut remplacé à la batterie par Dankichi Tenkujō. La même année, ils intègrent Jun Utahiroba au poste de bassiste. Puis en 2009, Dankichi fut remplacé par Kenji Darvish.
À l’exception du chanteur, aucun des membres ne joue d'instruments. Les enregistrements studio sont faits par des musiciens professionnels, comme l'attestent les membres du groupe eux-mêmes. Shō Kiryūin écrit la musique et les paroles, puis ils créent les arrangements avec Tatsuo de Everset. En concert, les membres du groupe ne jouent pas de leur instrument. Au lieu de cela, ils dansent, font des performances, jouent la comédie, le tout à l'aide de vidéos. Shō Kiryūin est la seule qui chante vraiment en concert. Le processus créatif du groupe, que ce soit les chansons, clips, vidéo promotionnel et performances, contient des parodies de groupes ou d'artistes célèbres, de mangas et d'autres aspects de la culture populaire japonaise.
Ils effectuent leur premier concert en 2005. Leur premier et deuxième album (音楽が僕らを駄目にする (Ongaku ga bokura wo dame ni suru), The Golden J-POPS) sortent l'année suivante. Puis en 2007, c'est le tour de leur album 恋愛宗教論 (Ren'ai Shuukyouron). Mais leur premier single, "Dakishimete Shwarz", ne sort que le 1er mai 2008. Il fut suivi de plusieurs sorties consécutives de nouveaux singles. En 2009, Golden Bomber ont un concert tous les 1er du mois durant un an et organisent leur tournée nationale nommée 4646 Tour. Cette année-là fut aussi l'occasion de la sortie de leur chanson la plus renommée: 女々しくて ("Memeshikute").
En 2010, ils continuent les concerts durant les tournées Oneman Kowai et Zenryoku Baka. Ils sortent de nouveau une chanson par mois mais cette fois-ci sur le site de mp3 dwango.jp. Elles atteignirent toute la première place du classement quotidien du site. Ils devaient jouer à Shanghai pour l'Expo 2010, mais le concert fut annulé.
Cette même année, la popularité du groupe augmenta significativement. À la fin de l'année, Golden Bomber a reçu des offres de sept grosses compagnies, mais ils les ont toutes rejetées, préférant rester un groupe indie "bon-à-rien" en considération à leurs fans,. Leur single また君に番号を聞けなかった ('"Mata Kimi ni Bangou wo Kikenakatta") fut classé 4e du classement Oricon hebdomadaire et 3e du classement des ventes de singles indies pour l'année 2010. L'album "Shimohanki Best" se classa, lui, 3e du classement Oricon hebdomadaire.
En 2011, Golden Bomber poursuivit avec la tournée japonaise "Life is All Right" (le nom initial de la tournée, "Isshou Baka (Lifetime Idiot)", fut modifié à cause du tremblements de terre et du tsunami. Puis en 2011, Golden Bomber vient jouer un concert pour la première fois en Europe à Japan Expo. Et en août, ils firent deux concerts à Séoul. À l'automne, ils planifièrent leur deuxième tournée japonaise de l'année "Yareba Dekiru Ko".
Le 14 et 15 janvier 2012, Golden Bomber fut sur la scène du Nippon Budokan, et le 21 au Osaka-jō Hall. Ils jouèrent aussi durant deux jours au Yokohama Arena, le 17 et 18 juin. Ce même 18 juin, ils sortirent leur premier album international, "The Golden Best", dans six pays (Royaume-Uni, États Unis, France, Allemagne, Taïwan et Corée).
Golden Bomber a aussi eu un programme sur Nico Nico Douga. Les membres ont collaboré avec différents artistes, des musiciens mais aussi des artistes provenant de l'industrie de la mode, et des producteurs de jeux.
En 2013, Hyde les invite à le rejoindre sur scène pour la première fois à l'occasion de la Halloween Party.

## Membres
- Chanteur : Shō Kiryūin (鬼龍院 翔, Kiryūin Shō?)
  - né le 20 juin 1984, à Tokyo.
  - écrit toute la musique et paroles. Il sait jouer de divers instruments comme du violon[16]
  - a créé beaucoup de parodies de chansons de chanteurs et groupes célèbres, imitant leur mélodie, paroles, style de chant. Par exemple, "Ultra Phantom" est Koshi Inaba, "Tsunami no Johnny" - l'imitation de Keisuke Kuwata.
  - un animateur de l'émission radio All Night Nippon depuis le 5 janvier 2011[17]
  - a publié une autobiographie "I’m Golden Bomber’s vocalist, are there any questions?"[18] le 20 juin 2012.
  - Fan de Gackt et de Malice Mizer.
  - a fait ses débuts solo avec l'opening "Life is SHOW TIME" de Kamen Rider Wizard[19]
- Guitariste: Yutaka Kyan (喜矢武 豊, Kyan Yutaka?)
  - né le 15 mars 1985, à Tokyo.
  - il crée tous les décors des concerts
  - a joué le rôle principale dans le film "Shi ga futari wo wakatsu made"("Iro no nai Ao" chapter) sorti en Septembre 2012　[20]
- Bassiste: Jun Utahiroba (歌広場 淳, Utahiroba Jun?)
  - né le 30 août 1985, à Chiba.
  - diplômé de la Nihon University, Département des Beaux Arts et de Littérature
  - fan de Ryohei (Megamasso) depuis son époque Ayabie, et a écrit sa thèse sur ce sujet.
  - écrit pour une section d'interview appelée "No Ikemen No Life" à propos de musiciens dans le Monthly TVnavi magazine[21]
  - crée les danses du groupe
  - modèle pour la marque h.NAOTO Sixh.MINT en 2012[22]
- Batteur: Kenji Darvish (樽美酒 研二, Darubisshu Kenji?)
  - né le 28 novembre 1980, à Fukuoka.
  - les a rejoints le 10 avril 2009.
  - réputé pour son maquillage blanc, noir et rouge semblable rappelant le kabuki
  - Originellement guitariste, il a aussi fait le chant pour son groupe précédent, il est maintenant le chanteur de Reverset.
  - son blog a été publié en livre sous le nom "The Best of Obama blog" on the 2nd of February 2012[23],[24]

### Anciens membres
- Batterie: Dankichi Tenkūjō (天空城 団吉, Tenkūjō Dankichi?)
  - né le 13 août 1984, à Hokkaido.
  - quitta le 5 avril 2009 lors du concert au Takadanobaba Club.
- Batterie: Teppei Chimatsuri (血祭 鉄兵, Chimatsuri Teppei?)
  - né le 6 mai 1973, à Nagasaki.
  - premier batteur du groupe, jouait aussi du clavier sur scène,
  - les a rejoints le 24 décembre 2005 au concert du Roppongi Edge.
  - quitta le 15 mars 2007 au concert du Ikebukuro Cyber.
  - lui et Shō Kiryūin étaient à l'origine des collègues du même magasin de Lawson.
- Batterie: Riku Toriaezu (鶏和酢 里紅, Toriaezu Riku?)
  - il fut le batteur et claviériste lorsque Dankichi Tenkujo partit, puis quand Tenkujo revint, il a repris sa place comme membre du staff.
  - il dirige le bar "Beer Bar Lemon Heart" à Tokyo.
  - maintenant, il est producteur de denrées alimentaires pour "Autumn leef", et l’assistant du "BAR lemon heart", bar manga.